# 新井圭一
新井圭一（日语： Arawi Keiichi，1977年12月29日—），日本漫畫家、插畫家。代表作是《日常》。榮獲第22屆Ace新人漫畫獎鼓勵獎。

## 簡歷
新井圭一出身於群馬縣。他畢業於前橋市立荒子小學、前橋市立荒砥中學、群馬縣立伊勢崎商業高等學校。中學2年級的的暑假，他因肺炎住院，並收到了一本星新一的作為慰問禮物。自此以後，他非常喜歡星新一的作品，並買下了他的所有作品。
自2003年以來，他一直作為同人圈的成員，在同人誌即賣會COMITIA上展示和發佈他的作品。
2006年，短篇漫畫在《Comic Flapper》（KADOKAWA）上連載了3個月。2006年5月至10月在《月刊少年Ace》（同一出版社）上連載了半年的短篇漫畫《日常》後，決定從2006年11月（2007年1月號）開始正式連載，並持續連載到2015年10月（2015年12月號）。
在成為漫畫家之前，他曾擔任排字員。此時排版的作品有《宇宙租賃公司》（書再版時封面也有註明）。
2015年3月，《日常》在讀賣新聞社主辦的《SUGOI JAPAN》漫畫部門中獲得第6名。
《CITY》於2016年44號至2021年10號在《Morning》（講談社）上連載。
在《月刊少年Sunday》（小學館）上，他將YouTube上發布的短篇《雨宮同學》改編成漫畫，並將於2021年10月號開始連載。
2021年10月，他在Twitter上宣布《日常》將在《月刊少年Ace》12月號上恢復連載。

## 作品列表

### 漫畫
- （2006年1月—2006年3月），《Comic Flapper（日语：コミックフラッパー）》短篇連載。
- 日常（2006年11月—2015年10月、2021年10月[12]—），最初在《月刊少年Ace》上作為短篇發表，隨後正式連載。過去，《Comptiq》和《4格nano Ace（日语：4コマnanoエース）》也曾出版過特別版。該作品將於《月刊少年Ace》2021年12月號恢復連載。目前休載中[13]。已出版12冊。
- Fate/Daily life（收錄於《Fate/stay night》第3冊初回限定版附錄的小冊子《Noble Illusion》中）
- 禮車（收錄於ASCII Media Works《笑園漫畫大王》10週年紀念Mook）
- 幸福的角度（2010年7月[14]），《電擊大王GENESIS》第3號發表。
- Helvetica Standard（2011年—2012年、2021年6月—），《月刊Newtype》，已出版2冊。隨著《天國》開始連載，該作品也結束。之後在《月刊Newtype》2021年7月號上恢復連載。
- （2012年4月23日）《逆轉監督 extra Vol.9》發表。
- 天國（2013年1月[15]—2021年5月），《月刊Newtype》連載。該作品隨著《Helvetica Standard》的恢復連載而結束。
- HAWAI（2014年）發表於「GLAY EXPO 2014 TOHOKU 20週年紀念」小冊子。
- 與漫畫之路（收錄於GAMANGA BOOKS《漫畫之路》第6冊）
- CITY（2016年9月—2021年2月、2024年12月[16]—），《Morning》連載[17]，已出版14冊。
- 雨宮同學（2017年8月） 以《雨宮同學》為原型的4格漫畫，自2021年9月起連載。於《月刊Newtype》發表。
- 千年王國（2019年5月[18]），《CONTINUE（日语：CONTINUE (雑誌)）》Vol.59發表。
- MOTHER（收錄於《MOTHER official comic Pollyanna》）
- 雨宮同學（2021年9月[10]—），《月刊少年Sunday》連載。現在休載中[19]。已出版2冊。

#### 同人圈「」名義作品
- 幸福的角度（2003年 COMITIA63 發表）
- 箱庭（2003年 COMITIA64 發表）
- 陰風（2003年 Comic Market 64 特別原稿）
- 羽（2003年 COMITIA65 發表）
- 街（2003年 COMITIA66 發表）
- 細雪（2004年 COMITIA67 發佈）（過去4部作品的合集）
- 心（2004年 COMITIA68 發表）
- 譽（2004年 COMITIA69 發表）
- 里程碑（2004年 COMITIA70 發表）
- shouwa（2004年 COMITIA70z8 發表）（免費報紙）
- 開吧！（2006年 COMITIA77 發表）
- 榮譽（2007年 COMITIA80 發表）
- 幸福的角度（2008年 COMITIA83 發表）（與2003年是不一樣作品）
- （2009年 COMITIA87 發表）
- Helvetica Standard（2009年 COMITIA89 發表）
- 46spring①（2012年 COMITIA100 發表）
- 46spring②（2014年 COMITIA107 頒布）※名義。
- Helvetica Standard Royal Straight Flush（2024年 COMITIA150 發表）
- （2024年 COMITIA150 發表）

### 插圖、插畫

#### 書籍
- 宇宙租賃公司（日语：宇宙賃貸サルガッ荘） 第1冊新裝版（TAGRO，2009年，〈KC Deluxe〉）ISBN 978-4-063-75844-3 書腰插圖
- 兩人足球（2010年，白泉社）ISBN 978-4-592-14700-8／ISBN 978-4-592-14720-6
  - 負責《Young Animal》連載作品（文：倉敷保雄、畫：新井圭一）的插畫及漫畫。《Young Animal Island（日语：ヤングアニマルあいらんど）》出版了特別版。目前已出版2冊。
  - 同一作品的新系列「（2013年11月—2014年6月）」正在《Young Animal Densi》上連載。
- 鐵腕女警 EVOLUTION 第7冊（結城正美，2011年，〈BIG COMICS（日语：ビッグコミックス）〉）ISBN 978-4-091-83665-6 初回限量版插圖
- （伊與原新（日语：伊与原新），2011年，角川書店）ISBN 978-4-04-874242-9
- 我家的街猫 第2冊（鯨井前輩之卷28 首次發表於《週刊少年Champion》2011年46號）（石黑正數，2012年，秋田書店）ISBN 978-4-253-21611-1
- 星期五的笨蛋（越谷治，2012年，〈角川文庫〉）ISBN 978-4-04-100571-2
- 我討厭的偵探（東川篤哉，2013年，光文社）ISBN 978-4-334-92875-9
- 豐富的數學體驗（竹内薰（日语：竹内薫），2013年，enterbrain）ISBN 978-4-04-728888-1
- 烏賊川市系列（東川篤哉，2013年，〈光文社文庫（日语：光文社文庫）〉）新版封面插圖
- 第5冊（關崎俊三（日语：関﨑俊三），2013年，〈JETS COMICS〉）ISBN 978-4-592-14745-9 書腰評論、插圖[20]。
- 第1冊（大沖，2013年，電擊ComicsEX）ISBN 978-4-04-891564-9 書店購買獎勵插圖[21]
- 日常的暑假（伊豆平成，2014年，〈角川翼文庫（日语：角川つばさ文庫）〉）ISBN 978-4-04-631345-4 原作、插圖
- （伊與原新，2014年，角川書店）ISBN 978-4-04-101220-8
- 反覆無常機器人[22]（星新一，2014年，〈角川翼文庫〉）ISBN 978-4-04-631382-9
- 虛幻之星[22]（星新一，2014年，〈角川翼文庫〉）ISBN 978-4-04-631036-1 僅新版封面插圖
- 宇宙之聲 星新一少年的選擇[22]（星新一，2014年，〈角川翼文庫〉）ISBN 978-4-04-631061-3 僅新版封面插圖
- 宇宙豐富體驗（竹内薰，2014年，KADOKAWA）ISBN 978-4-04-729562-9
- （點子編輯部，2016年，誠文堂新光社）ISBN 978-4-416-71603-8 僅書腰插圖
- 要是沒有偵探就好了（東川篤哉，2017年，光文社）ISBN 978-4-334-91170-6
- 第1冊（藤村勇太，2019年，〈MFC（日语：MFコミックス）〉）ISBN 978-4-04-065551-2 書腰評論、插圖[23]
- （似鳥雞（日语：似鳥鶏），2019年，〈光文社文庫〉）ISBN 978-4-334-77858-3 僅新版封面插圖
- 愛麗絲與藏六 第9冊（今井哲也，2019年，德間書店）ISBN 978-4-19-950693-2 封底插圖
- 要是沒有偵探就好了 文庫版（東川篤哉，2020年，〈光文社文庫〉）ISBN 978-4-334-91170-6 僅新版封面插圖
- 化物語（8） 特裝版（原作：西尾維新，作畫：大暮維人，2020年，〈講談社CharactersA〉） ISBN 978-4-06-518173-7 「化物畫廊」插圖[24]
- （柞刈湯葉，2020年，〈早川文庫JA〉）ISBN 978-4-15-031420-0
- （千葉雅也、山內朋樹、讀書猿（日语：読書猿）、瀨下翔太（日语：ねじ (お笑いコンビ)#メンバー），2021年，星海社）ISBN 978-4-06-524327-5
- （越谷治，2021年〈角川文庫〉）ISBN 978-4-04-111786-6
- Tears Magazine「COMITIA魂」 標題、插圖剪輯[25]
  - 由Film Art社出版，題為《COMITIA 漫畫與同人誌40年》，2024年3月（作者：Barubora（日语：ばるぼら (ライター)））
- 教育藝術社（日语：教育芸術社） 令和6年度 小學音樂（1～6年級）封面、角色插圖[26]

#### CD
- EPISODE（星野源，2011年，Victor Entertainment）初回限量版附錄新繪製的4格漫畫。
- Stranger（星野源，2013年，Victor Entertainment）初回限量版附錄新繪製的4格漫畫。
- 只想告訴你（相澤舞，2012年，數位單曲）
- （DJ和，2021年，Sony Music Entertainment）[27]

#### 其它
- 朝日醫療插畫（2001年12月號—2003年11月號、2004年1、3、4、5、7、9月號）
- 《DEAR MAGAZINE》89號（2009年）封面插圖
- 《月刊少年Ace》12月號（2009年10月26日發行）企畫贈送手機桌布活動的「涼宮春日」主題插圖[28]
- 日常（宇宙人）（PlayStation Portable遊戲，2011年7月28日發行，角川Games）
負責包裝的插圖、DX包中包含的獎勵物品「日常（花札）」和「日常（虛無花札）」以及特定商店的預購獎勵（animate、Chara-ani、MESSE SANOH、海鷗、Neowing）[29]。
- 星野源 官方網站首頁插畫（2011年11月—2012年3月[30]）
- 《日常》日程本2012 插圖
- 《Famicom Girl》（2012年） 以Famicom為主題的藝術展，展出名為的插圖
- 《角川系漫畫祭2012 夏》插圖
- 電影《鯊魚驚魂夜（英语：Shark Night）》的評論插圖[31]
- Skirt（日语：スカート (バンド)） LIVE訪客獎勵徽章插圖
- 展覧會「Cat’s ISSUE」（2013年5月2日）插圖
- Z/X日程表板（2013年6月[32]—）Z/X公式官網桌布內容
- 第24屆群馬縣民馬拉松2014 海報[注 2]
- 《月刊Newtype》2015年1月號附錄「CREATOR'S CALENDER 2015-2016」插圖
- 新井圭一的貼圖（2015年2月[33]）LINE貼圖
- 《月刊Hero's》6月號 致敬海報企畫插圖
- Mechatro WeGo「紅色&黃色」「牛奶&可可樹」「水藍色&桃紅色」的包裝插圖（2015年6月發行[34]）
- 《快樂快樂兄貴（日语：コロコロアニキ）》第4號 藤子不二雄（A）致敬插圖（2015年11月[35]）
- Wonder Festival2016年冬季活動公告插圖
- Code Geass反叛的魯路修系列插圖[36]
- （2019年）—群馬縣立伊勢崎商業高等學校創校100週年紀念角色ー[37]
- 株式會社SO-TA 新井圭一的立體（2019年10月）扭蛋玩具設計
  - 2020年4月將新增秘密商品，並以扭蛋玩具形式重新發售。
- 新井圭一的貼圖2（2019年10月[38]）LINE貼圖
- MANDARAKE（日语：まんだらけ）複合式11週年紀念插圖[39]
- 石尊山觀音寺 御朱印帳插圖（2020年3月19日[40]）
- Mechatro WeGo No.4 動力臂 “蜜柑大福” 封套插圖（2020年8月[41]）
- 新井內科、腦神經診療所吉祥物[42][43]
- Mechatro WeGo Eva合作系列 Vol.1 “零號機” + 綾波零（2020年12月[44]）
- Mechatro WeGo Eva合作系列 Vol.2 “二號機（動力臂）” + 惣流·明日香·蘭格雷（2021年3月[45]）
- Mechatro WeGo Eva合作系列 Vol.3 “八號機（動力臂）” + 真希波·真理·伊拉絲多莉亞斯（2021年6月[46]）
- 原創商品製作服務—SUZURI宣傳動畫[47]
- DAOKO  音樂影片動畫（2022年8月[48]）
- 東京藝術祭2022 明信片專案新繪製的插圖（2022年9月[49]）
- MANDARAKE 新井圭一的軟膠模型Vol.1 沉睡的幽靈 角色設計，購買者可獲得免費報紙（2022年9月[50]）
- 「新井圭一 × SANRIO CHARACTERS」合作插圖[51]
- 壽屋 1/300 壽屋總部大樓藝術盒（2023年3月[52]）
- 兩毛線開發推進協會 海報、傳單插圖（2023年3月[53]）
- hajimaruion（日语：ハジマルイオン）官方角色人物設定（2023年4月[54]）
- 伊勢崎市伊故鄉捐贈 感謝信插圖（2023年4月[55]）
- 形象（2023年8月[56]）
- IKEA前橋店 開幕紀念插圖（2023年12月[57]）
- 寶可夢集換式卡牌遊戲「對戰學園」發售紀念插圖、短篇動畫（2024年4月[58]）
- PLAYISM「SCHiM」軟件包版本封套插圖（2024年5月[59]）
- 《季刊S》87號 封面、特別附贈的帶有插圖的透明文件夾（2024年9月）
- 群馬縣警伊勢崎警察署（日语：伊勢崎警察署） 預防自行車失竊、詐騙海報插圖（2024年10月[60]）

### 電視動畫、綜藝節目
- 日常（2011年，京都動畫、東雲研究所）—原作、構成協力（全話）、編劇（第26話）[61]
- 放學後的昴星團（第3話片尾插圖，2015年）
- （第9話過場插圖，2018年）
- （第12話片尾插圖，2019年）
- （SUNTORY合作企劃循環動畫，2021年）
- CITY THE ANIMATION（2025年，京都動畫）—原作[62]

## YouTube
這裡是新井用畫過的漫畫人物，以及創造的新角色
來繪製動畫短片的地方。—頻道概要欄
該頻道於2010年12月6日開設。
第一支影片發佈於2015年12月28日，即該頻道開設5年後。內容是《日常》第10冊的公告影片。
此後大約4年沒有發布任何內容。
2020年2月5日，日常最終回「繪畫場景」的影片公開。
同年5月9日，從開始，他一直在製作短片。

### 影片列表
短篇影片
|   | 公開日期      | 影片標題               | 備註 |
| - | ------------- | ---------------------- | --- |
| 1 | 2020年5月9日  | （页面存档备份，存于） | 《日常》的角色水上麻衣在影片中出現。 首次發佈時，「01」是全形的「０１」。                                                     |
| 2 | 2020年5月28日 | （页面存档备份，存于） | 《日常》的角色相生祐子、長野原美緒在影片中出現。                                                                              |
| 3 | 2020年8月1日  | （页面存档备份，存于） | 製作人員 - 作詞：新井圭一 - 作曲： - 歌： - 剪輯：新井圭一 - 動畫繪製：新井圭一 - 老師： - 數位助理： - 首席助理： - ＯＢＫ： |
| 4 | 2021年1月1日  | （页面存档备份，存于） | 《日常》的角色博士、名乃、阪本先生在影片中出現。                                                                              |
| 5 | 2021年3月9日  | （页面存档备份，存于） | 該影片是《Newtype》連載漫畫《天國》的動畫重製版。                                                                             |
| 6 | 2021年4月27日 | （页面存档备份，存于） | |
| 7 | 2021年8月27日 | （页面存档备份，存于） | |

其它動畫
|   | 發行日期       | 影片標題               | 備註 |
| - | -------------- | ---------------------- | --- |
| 1 | 2015年12月28日 | （页面存档备份，存于） | 告知專用作品。 |
| 2 | 2020年2月5日   | （页面存档备份，存于） | 播放的廣播節目是《山下達郎的週日歌集》。                                                                                   |
| 3 | 2020年6月5日   | （页面存档备份，存于） | 幽靈介紹新井圭一每月活動安排及週邊商品販賣的動畫。                                                                         |
| 4 | 2020年8月4日   |                        | 幽靈介紹新井圭一每月活動安排及週邊商品販賣的動畫。                                                                         |
| 5 | 2020年10月1日  | （页面存档备份，存于） | 新井圭一本人以聲音和自畫像出現。在這段影片中，新井以與負責月度報告的幽靈訪談的形式回答了讀者的問題，並談論了他的未來計劃。 |
| 6 | 2020年11月19日 | （页面存档备份，存于） | |

## 其他
- 他曾經在漫畫中指出了維基百科條目中的一個錯誤[注 3]。
- 藤子不二雄的粉絲，曾為GAMANGA BOOKS版《漫畫之路（日语：まんが道）》（小學館Creative（日语：小学館クリエイティブ）出版）第6冊留言。《日常》也使用了許多在藤子作品中創造的術語，例如「（《忍者哈特利》）」、「（《小超人帕門》）」、「（藤子不二雄A作品經常使用的的變體）」。
- 自2007年左右開始，他每年不定期地推出一兩次網路廣播節目。
- 他以前是個吸菸者，但是現在已經戒菸了。
- LINE官方貼圖出售時，將「待機」字樣誤寫為「待幾」。對此，新井在中回應「這是一個精心設計的錯誤，經過了2～3個人的檢查才改善POCA[原文 1]」。

## 腳註

## 外部連結
- kumomadori  （日語）—新井圭一的官方個人網站。
- 新井圭一的X（前Twitter） （日語）
- YouTube上的新井圭一頻道 （日語）
- 新井圭一 （页面存档备份，存于） （日語）—媒體藝術資料庫（日语：メディア芸術データベース）